# سراموناچسکا
سراموناچسکا (به ایتالیایی: Serramonacesca) یک کومونه در ایتالیا است که در استان پسکارا واقع شده‌است. سراموناچسکا ۲۳ کیلومتر مربع مساحت و ۵۷۰ نفر جمعیت دارد و ۲۸۰ متر بالاتر از سطح دریا واقع شده‌است.